# Tarta gitana
Una tarta gitana es un tipo de tarta hecha con leche evaporada, azúcar mascabado (aunque algunas variedades incluyen azúcar moreno) y pastelería. Se origina en el condado de Kent en Inglaterra, y más específicamente en el este de Kent. La tarta es extremadamente dulce. Aunque la mayoría conocerá la versión de tarta gitana hecha con leche evaporada, también se puede hacer con leche condensada en lugar de leche evaporada. Esto hace que la tarta quede más firme y aún más dulce, con un color más oscuro.